# Football Club Fellow Nice
Le FC Fellow est un club français de futsal fondé en 1987 et basé à Nice.
En 2008, le club accède monte au plus haut niveau pendant trois ans, le Challenge national la première saison puis le nouveau championnat de France les deux suivantes.
Désormais, Fellow est redescendu au niveau district.

## Histoire
En 1987, Gaëtan Restifo crée le Futsal Club Fellow Nice. Au départ, ce sont des amis, joueurs de football à 11, qui se réunissent afin de former une équipe de football à 7. Le club grandit et gagne quelques championnats au sein d'une autre fédération que la FFF.
Lorsque le futsal se lance au sein de la FFF, la discipline est peu répandue dans la région méditerranéenne mais Nice FC Fellow saute le pas. Dès sa première année, le club remporte le championnat du district Côte d'Azur.
En 2008, éliminé en quart de finale de la Coupe de France, l'équipe niçoise participe au championnat Sud-Est de la FFF en compagnie des clubs de Cote-d'Azur, Var, Alpes Haute-Provence et Bouches du Rhône. Fellow termine premier devant Bastia Futsal et accède au plus haut niveau, le Challenge national. Le FCF tient son rang en terminant premier de sa poule E.
Retenu pour intégrer le nouveau Championnat de France en 2009-2010. L'équipe, alors constituée de jeune français quand les autres clubs alignent des joueurs étrangers confirmés, termine en milieu de tableau du groupe B la première année.
En 2010-2011, le FC Fellow encaisse 240 buts en vingt-deux matchs et finit avant-dernier de la poule B, entraînant sa relégation. Les Azuréens possèdent un collectif résolument offensif mais aussi la plus mauvaise défense du championnat. Face à Lyon Futsal, le Nice FC Fellow mène 6 à 1 avant d'être dépassé 6 à 7 en moins de trois minutes mais s'impose finalement 11 à 7. Le président Gaëtan Restifo se souvient « Notre ligue avait décidé que, si un joueur évoluait à 11, il n'aurait pas le droit de faire de futsal alors que dans les équipes que nous affrontions en 1re division, ce n'était pas le cas »,.
En décembre 2012, l'équipe est toujours membre du championnat régional de la Ligue de la Méditerranée.

## Palmarès

### Bilan par saison
| Saison    | Championnat                    | Championnat | Championnat | Championnat | Championnat | Championnat | Championnat | Championnat | Championnat | Championnat | Coupe de France |
| Saison    | Division                       | Class.      | Pts         | M           | V           | N           | D           | Bp          | Bc          | Diff.       | Coupe de France |
| --------- | ------------------------------ | ----------- | ----------- | ----------- | ----------- | ----------- | ----------- | ----------- | ----------- | ----------- | --------------- |
| 2007-2008 |                                |             |             |             |             |             |             |             |             |             | quart de finale |
| 2008-2009 | Challenge national - grp. E    | 1er/7       | 24 pts      | 6           | 6           | 0           | 0           | 48          | 26          | +22         |                 |
| 2009-2010 | Championnat de France - grp. B | 7e/12       | 50 pts      | 22          | 9           | 1           | 12          | 138         | 171         | -33         |                 |
| 2010-2011 | Championnat de France - grp. B | 11e/12      | 32 pts      | 22          | 3           | 1           | 18          | 88          | 240         | -152        |                 |
| 2011-2012 | Championnat régional           |             |             |             |             |             |             |             |             |             |                 |
| 2012-2013 | Championnat régional           |             |             |             |             |             |             |             |             |             |                 |
| 2013-2014 |                                |             |             |             |             |             |             |             |             |             |                 |
| 2014-2015 |                                |             |             |             |             |             |             |             |             |             |                 |
| 2015-2016 |                                |             |             |             |             |             |             |             |             |             |                 |
| 2016-2017 |                                |             |             |             |             |             |             |             |             |             |                 |
| 2017-2018 |                                |             |             |             |             |             |             |             |             |             |                 |
| 2018-2019 |                                |             |             |             |             |             |             |             |             |             |                 |
| 2019-2020 |                                |             |             |             |             |             |             |             |             |             |                 |
| 2020-2021 | Départemental 1                |             |             |             |             |             |             |             |             |             |                 |
| 2021-2022 | Départemental 1                |             |             |             |             |             |             |             |             |             |                 |

## Structure

Ex-logo du club

### Statut juridique et légal
Le club est fondé en 1987 en tant que club sportif, régi par la loi sur les associations établie en 1901. Le club est affilié sous le no 852266 à la Fédération française de football et ses antennes délocalisées que sont la Ligue de la Méditerranée et le district de Côte d'Azur.
Les joueurs ont soit un statut bénévole, amateur ou de semi-professionnel sous contrat fédéral.

## Personnalités

### Dirigeants et entraîneurs
En 1987, Gaëtan Restifo crée le Futsal Club Fellow Nice. Il est toujours en poste en 2018.
Gaëtan Restifo est entraîneur de l'équipe en fin de saison 2010-2011, les derniers instants au niveau national.
Pierre Vong devient alors entraîneur-joueur de l'équipe, rôle qu'il occupe jusqu'en 2020.

### Joueurs
En mai 2008, le joueur de Fellow Marc Bauer est retenu pour un stage de détection pour la sélection nationale française.
En 2010-2011, en championnat de France, Raïad Mansri est le meilleur buteur de cette équipe niçoise, aussi auteur de trente buts la saison précédente. Ses compagnons sur la ligne d'attaque sont Mohamed Belarbi, Sébastien Restifo et Sébastien Tosca.
En novembre 2011, le jeune joueur du FC Fellow Nice, Sébastien Restifo, fait partie de l’équipe de France U21. Il est toujours sélectionné en février puis mai 2013.
En juin 2019, le gardien Khaled Riahi et son coéquipier Dylan Houd sont retenus en sélection française UNCFs pour deux rencontres amicales face à l'équipe de Belgique ABFS.